# ブレイデン郡 (ノースカロライナ州)
ブレイデン郡（英: Bladen County、 [ˈbleɪdɛn]）は、アメリカ合衆国ノースカロライナ州の南部に位置する郡である。2010年国勢調査での人口は35,190人であり、2000年の32,278人から9.0%増加した。郡庁所在地はエリザベスタウン町（人口3,583人）であり、同郡で人口最大の町でもある。

## 歴史
ブレイデン郡は1734年にニューハノバー地区から分離し、バス郡のブレイデン地区として設立された。郡名はイギリス通商委員会の委員だったマーティン・ブレイデンに因んで名付けられた。1739年にバス郡が廃止されたことに伴い、残りの領域が郡に変わった。
当初のブレイデン郡は北の西の境界が定められず、広大な領域だった。1750年にその西部からアンソン郡が設立され、1752年に北部とグランビル郡、ジョンストン郡の一部を合わせてオレンジ郡ができ、1754年には北部が削られてカンバーランド郡が作られ、1764年に南部とニューハノバー郡の一部を合わせてブランズウィック郡となり、1787年に西部からロブソン郡という具合に次第に小さくなっていった。最後は1808年、南部とブランズウィック郡の一部を合わせてコロンバス郡が設立された。

## 郡政府
ブレイデン郡は地域のランバー川自治体委員会のメンバーである。

## 地理
アメリカ合衆国国勢調査局に拠れば、郡域全面積は887平方マイル (2,297.3 km2)であり、このうち陸地875平方マイル (2,266.2 km2)、水域は12平方マイル (31.1 km2)で水域率は1.37%である。

### 郡区
ブレイデン郡は19の郡区に分かれている。アボッツバーグ、ベセル、ブレイデンボロ、ブラウンマーシュ、カーバーズクリーク、セントラル、クラークトン、コリー、サイプレスクリーク、エリザベスタウン、イーストアーカディア、フレンチェスクリーク、ホロー、レイククリーク、ターヒール、ターンブル、ホワイトオーク、ダブリン、ホワイツクリークである。

### 隣接する郡
- カンバーランド郡 - 北
- サンプソン郡 - 北東
- ペンダー郡 - 南東
- コロンバス郡 - 南
- ロブソン郡 - 西

## 人口動態
以下は2000年国勢調査による人口統計データである。
| 基礎データ - 人口: 32,278人 - 世帯数: 12,897 世帯 - 家族数: 8,937 家族 - 人口密度: 14人/km2（37人/mi2） - 住居数: 15,316軒 - 住居密度: 7軒/km2（18軒/mi2） 人種別人口構成 - 白人: 57.22% - アフリカン・アメリカン: 37.91% - ネイティブ・アメリカン: 2.04% - アジア人: 0.10% - 太平洋諸島系: 0.04% - その他の人種: 1.97% - 混血: 0.73% - ヒスパニック・ラテン系: 3.71% 年齢別人口構成 - 18歳未満: 24.6% - 18-24歳: 8.7% - 25-44歳: 27.2% - 45-64歳: 25.2% - 65歳以上: 14.2% - 年齢の中央値: 38歳 - 性比（女性100人あたり男性の人口） - 総人口: 92.6 - 18歳以上: 88.7 | 世帯と家族（対世帯数） - 18歳未満の子供がいる: 30.4% - 結婚・同居している夫婦: 48.9% - 未婚・離婚・死別女性が世帯主: 15.7% - 非家族世帯: 30.7% - 単身世帯: 27.7% - 65歳以上の老人1人暮らし: 11.5% - 平均構成人数 - 世帯: 2.45人 - 家族: 2.97人 収入と家計 - 収入の中央値 - 世帯: 26,877米ドル - 家族: 33,974米ドル - 性別 - 男性: 27,799米ドル - 女性: 21,973米ドル - 人口1人あたり収入: 14,735米ドル - 貧困線以下 - 対人口: 21.0% - 対家族数: 16.6% - 18歳未満: 28.7% - 65歳以上: 24.2% |

## 都市と町

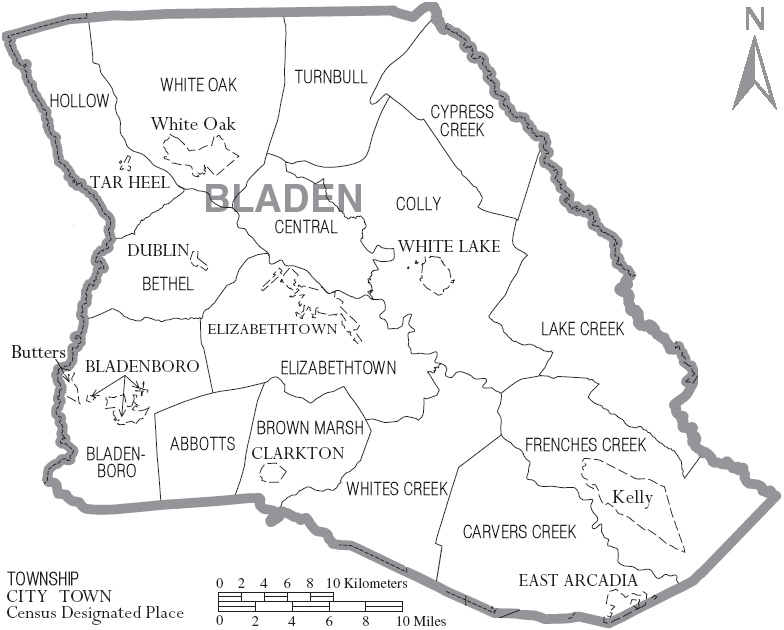
ブレイデン郡の自治体と郡区

| - アボッツバーグ - ブレイデンボロ - バターズ | - クラークトン - ダブリン - イーストアーカディア | - エリザベスタウン - 郡庁所在地 - ケリー - ターヒール | - ホワイトレイク - ホワイトオーク |